# Joel Bolomboy
Joel Bolomboy (Donetsk, Ucrania, 28 de enero de 1994) es un baloncestista ruso que pertenece a la plantilla del Estrella Roja de la ABA Liga. Con 2,06 metros de estatura, juega en las posiciones de ala-pívot o pívot.

## Trayectoria deportiva
Su vida deportiva está marcada por su propia vida personal. Su padre, el congoleño Joseph Bolomboy, estudió en la Universidad de Moscú y allí conoció a la rusa Tania. Tras contraer matrimonio, se mudaron a Ucrania donde nació Joel. Poco después migrarían a Francia para finalmente terminar instalándose en los Estados Unidos en 1997.

### Universidad
Jugó cuatro temporadas con los Wildcats de la Universidad Estatal de Weber, en las que promedió 11,4 puntos, 10,1 rebotes y 1,4 tapones por partido. Al término de su carrera se convirtió en el máximo reboteador histórico tanto de su universidad como de la Big Sky Conference, con 1.312. Fue elegido en 2014 y 2016 como mejor jugador defensivo de la conferencia, y en su último año además elegido Jugador del Año.

### Profesional
Fue elegido en la quincuagésima primera posición del Draft de la NBA de 2016 por Utah Jazz. Debutó en la liga el 30 de octubre ante Los Angeles Lakers, logrando tres puntos, un rebote y una asistencia.
La temporada siguiente sería parte de las plantillas de los Milwaukee Bucks y el Wisconsin Herd.
El 8 de agosto de 2018 firmó contrato por tres temporadas con el CSKA Moscú, donde además obtuvo la nacionalidad rusa.
Al cumplirse el trienio por el cual había acordado jugar, Bolomboy firmó una extensión del contrato para permanecer dos años más en el CSKA Moscú. De todos modos la invasión rusa de Ucrania de 2022 lo puso en una situación incómoda, por lo que decidió dejar al club antes de que concluyese la temporada.
Tras analizar varias ofertas, en agosto de 2022 fichó con el club griego Olimpiakos BC.
El 14 de julio de 2023 firmó un contrato de un año con el Estrella Roja de la ABA Liga, la KLS y la Euroliga.

## Estadísticas de su carrera en la NBA

### Temporada regular
| Año     | Equipo | PJ | PT | MPP | %TC  | %3P  | %TL  | RPP | APP | ROB | TPP | PPP |
| ------- | ------ | -- | -- | --- | ---- | ---- | ---- | --- | --- | --- | --- | --- |
| 2016-17 | Utah   | 12 | 0  | 4.4 | .563 | .250 | .500 | 1.4 | .2  | .1  | .2  | 2.3 |
| Career  | Career | 12 | 0  | 4.4 | .563 | .250 | .500 | 1.4 | .2  | .1  | .2  | 2.3 |

### Playoffs
| Año   | Equipo | PJ | PT | MPP | %TC  | %3P  | %TL  | RPP | APP | ROB | TPP | PPP |
| ----- | ------ | -- | -- | --- | ---- | ---- | ---- | --- | --- | --- | --- | --- |
| 2017  | Utah   | 2  | 0  | 4.5 | .667 | .000 | .000 | 1.0 | .0  | .0  | .5  | 2.0 |
| Total | Total  | 2  | 0  | 4.5 | .667 | .000 | .000 | 1.0 | .0  | .0  | .5  | 2.0 |

## Selección nacional
Bolomboy recibió varias citaciones para incorporarse a la selección de baloncesto de Ucrania, pero por diversos motivos jamás llegó a integrar un plantel que compitió en algún torneo oficial. 
En noviembre de 2018, tras ser reconocida su ciudadanía rusa, comenzó a jugar para la selección de baloncesto de Rusia. 